# Bepton
Bepton – wieś w Anglii, w hrabstwie West Sussex, w dystrykcie Chichester. Leży 14 km na północ od miasta Chichester i 77 km na południowy zachód od Londynu. W 2001 miejscowość liczyła 249 mieszkańców.